# Capitania de Alagoas
A Capitania de Alagoas foi uma das capitanias do Brasil, fundado no fim do período colonial em 16 de setembro de 1817 pelo desmembramento da Capitania de Pernambuco – da qual era comarca.  A sua capital é aonde se localiza a cidade de Marechal Deodoro, na época como a vila de Santa Maria Madalena da Lagoa do Sul, posteriormente tornou-se como Alagoas ou Cidade de Alagoas.

## História
A costa do atual estado de Alagoas foi reconhecida por navegadores portugueses desde 1501, e desde cedo também foi alvo da ação de contrabandistas de pau-brasil (Caesalpinia echinata).
A costa desta capitania foi reconhecida por navegantes portugueses desde 1501, e prematuramente foi alvo também de ações contrabandistas de Paubrasilia echinata, também conhecida como pau-brasil.
Com o estabelecimento, pela Coroa Portuguesa do sistema de capitanias hereditárias para a colonização do Brasil (1534), o seu atual território estava compreendido no lote da Capitania de Pernambuco. A sua ocupação remonta à fundação da vila do Penedo (1545), às margens do rio São Francisco, pelo donatário Duarte Coelho Pereira e ao estabelecimento de engenhos de açúcar pelo alemão Cristóvão Lins na região sul da capitania.
Palco do naufrágio da nau Nossa Senhora da Ajuda e subsequente massacre dos sobreviventes, entre os quais o bispo D. Pero Fernandes Sardinha, pelos Caetés (1556), o episódio serviu de justificativa para a guerra de extermínio movida contra esses indígenas pela Coroa Portuguesa.
Ao se iniciar o século XVII, além da lavoura de cana-de-açúcar, a região de Alagoas era expressiva produtora regional de farinha de mandioca, tabaco, gado e peixe-seco, consumidos na própria capitania. Durante a segunda das Invasões holandesas do Brasil (1630-1654), o seu litoral tornou-se palco de violentos combates, enquanto que, nas serras em seu interior, se multiplicaram os quilombos, com os africanos evadidos dos engenhos de Pernambuco e da Bahia. Palmares, o mais famoso, chegou a contar com vinte mil almas no seu apogeu.
Constituiu-se em Comarca de Alagoas (1711), ainda subordinada a Pernambuco.
Em consequência da Revolução Pernambucana de 1817, logrou obter autonomia pelo Decreto de 16 de setembro desse mesmo ano. O seu primeiro governador, Sebastião Francisco de Melo e Póvoas, assumiu a função a 22 de janeiro de 1819. A sua primeira capital foi estabelecida na vila de Santa Maria Madalena da Lagoa do Sul, posteriormente denominada Alagoas (atual Marechal Deodoro).
Às vésperas da Independência do Brasil, em 28 de fevereiro de 1821 tornou-se uma província, condição que manteve durante o Império.
Durante o Império (1822-1889), sofreu os reflexos de movimentos como a Confederação do Equador (1824) e a Cabanagem (1835-1840). A Lei Provincial de 9 de dezembro de 1839 transferiu a capital da Província da cidade de Alagoas, para a vila de Maceió, então elevada a cidade.
Com a Proclamação da República Brasileira (1889), tornou-se o atual estado de Alagoas.